# Lepismium cruciforme
Lepismium cruciforme é uma  espécie de planta do gênero Lepismium na família dos Cactus.

## Descrição
Planta epifítica ou rupícola; ramos segmentados muito variáveis, de 3 a 6 angulados, com até 50 x 1–7 cm, verdes a avermelhados quando expostos ao sol, margem crenada; costelas, aladas ou achatadas; aréolas imersas nas áreas crenadas, com tufos de tricomas brancos, subtendidas por uma escama basal triangular; espinhos ausentes; flor lateral, campanulada, de 1 a 5 por aréola, de 10 a 13 mm de comprimento, rosa ou branca, pericarpelo um tanto imerso; tépalas externas avermelhadas ou castanhas; fruto subgloboso de 6 mm de diâmetro, de cor rosa a vermelho; sementes de cor castanha com 1 a 1,5 mm de comprimento.

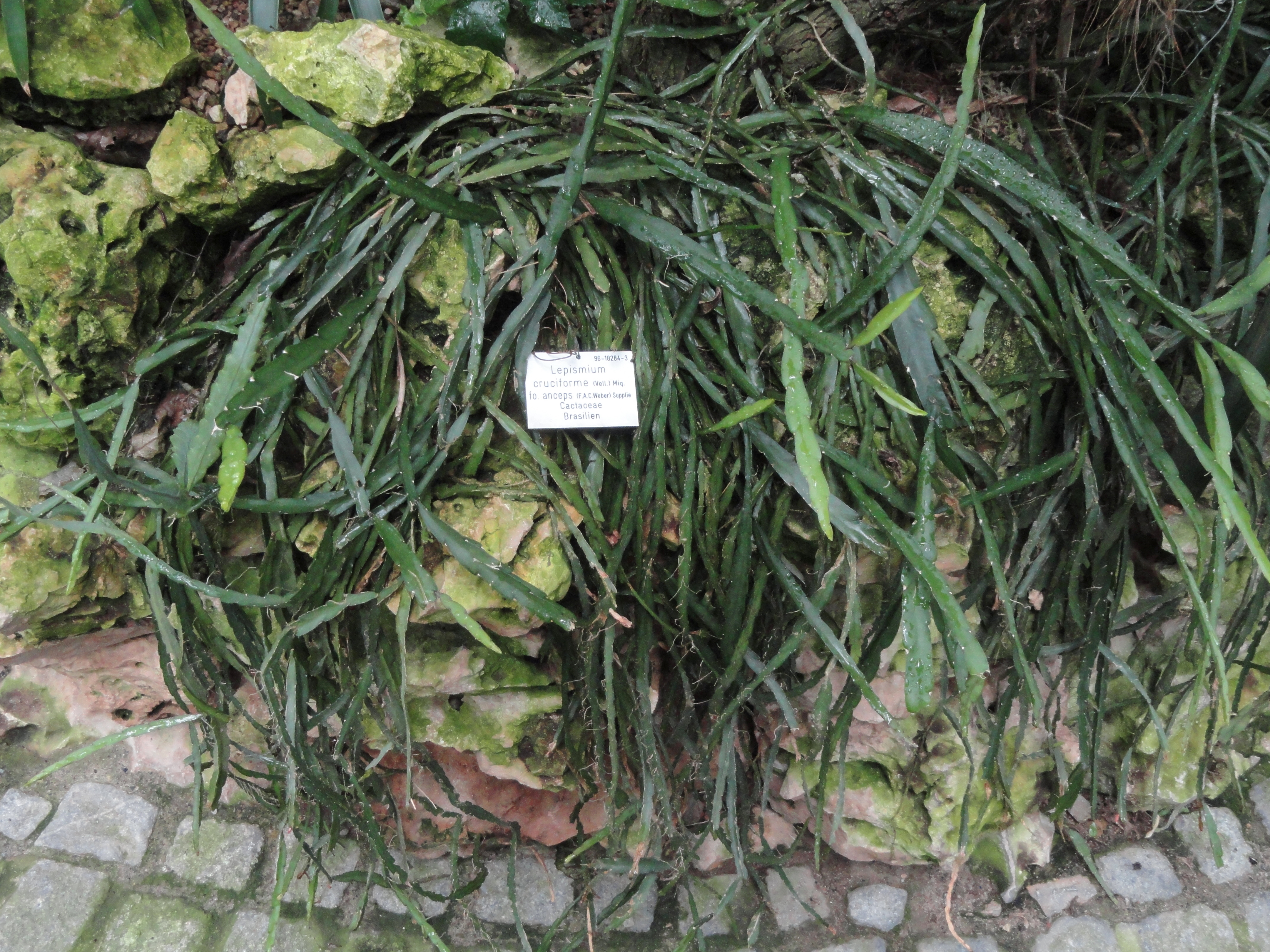
Lepismium cruciforme - Jardim das Plameiras de Frankfurt

## Distribuição
Encontrada na Argentina, Brasil (Bahia, Espírito Santo, Mato Grosso do Sul, Minas Gerais, Paraná, Pernambuco, Rio de Janeiro, Rio Grande do Sul, Santa Catarina e São Paulo e no Paraguai. No Rio Grande do Sul, ocorre nos biomas Mata Atlântica e Pampa. Status de Conservação: Espécie registrada em unidade de conservação de proteção integral. Apresenta ampla área de distribuição.

## Ecologia
Planta epifítica. Floresce de setembro a junho. A flor desabrocha à noite e permanece aberta durante o dia. O fruto é comestível por aves, que são importantes dispersores das sementes.
Lepismium cruciforme está na  Lista Vermelha de Espécies Ameaçadas a IUCN como Pouco Preocupante (LC).